# Coptodon flava
Coptodon flava (Syn.: Tilapia flava) ist eine Fischart aus der Familie der Buntbarsche (Cichlidae), die im kamerunischen Kratersee Bermin endemisch vorkommt.

## Merkmale
Coptodon flava erreicht eine Maximallänge von 12 Zentimeter. Die Art ist mäßig langgestreckt und hat ein verglichen mit anderen Coptodon-Arten relativ spitzes Maul. Kopf, Rumpf und Flossen sind gelb gefärbt (flavus = gelb), wobei diese Färbung auf dem Kopf intensiver ist. Die Unterlippe ist bläulich oder weißlich. Während der Brutpflege wird die Färbung intensiver. Vereinzelt treten auch weiß gefärbte Exemplare auf. Der untere Schlundkiefer ist robust und mit einer großen Zahnplatte versehen, die nicht herzförmig ist. Die dortigen, weit auseinander stehenden Zähne sind kräftig. Die Kieferzähne sind fein. Die Zähne der äußeren sind Reihe schräg abgeschnitten. Die vorderen Kiemenreusen strahlen sind klein.
- Flossenformel: Dorsale XV/11, Anale III/7–8.[2]

## Lebensweise
Coptodon flava lebt in relativ flachem Wasser vor allem in Tiefen von einem bis zwei Metern. Er ernährt sich vor allem von Phytoplankton, außerdem von höheren Wasserpflanzen und von Süßwasserschwämmen. Die Fische sind Substratlaicher und legen ihre Eier vor allem auf versunkenen Baumstämmen und Ästen ab. Beide Elternteile kümmern sich um die Brut. Es wurden Gruppen von bis zu 10 Fischpaaren gefunden, deren Laichplätze nah beieinander in einem Abstand von ca. 30 cm lagen und die ihre Jungfische gemeinsam verteidigten.